# Institution of Engineers Australia

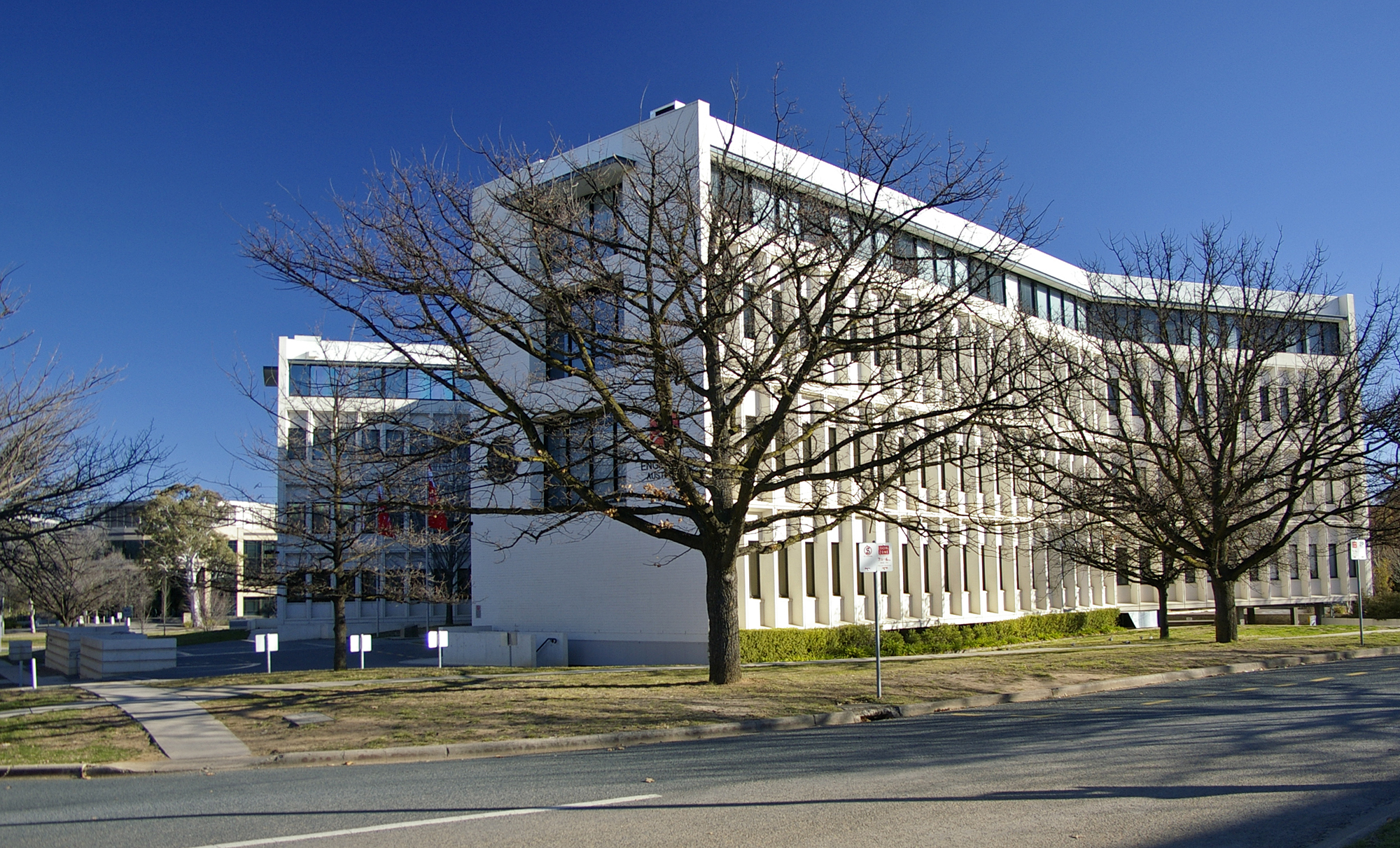
Siedziba stowarzyszenia w Barton na przedmieściu Canberry

Institution of Engineers Australia (IEAust), pot. Engineers Australia – australijskie stowarzyszenie zawodowe grupujące inżynierów założone w 1919 roku. Siedziba Institution of Engineers Australia mieści się w Barton na przedmieściu Canberry; stowarzyszenie liczy ponad 85 tys. członków.
Engineers Australia, mające charakter organizacji non-profit, zajmuje się m.in. certyfikacją inżynierów na poziomach Professional Engineer, Engineering Technologist and Engineering Officer.
W lutym 2007 roku Engineers Australia wydało oświadczenie dotyczące zmian klimatu, opowiadając się za ratyfikacją przez Australię protokołu z Kioto.